# Plectochorus japonensis
Plectochorus japonensis är en stekelart som beskrevs av Lee och Suh 1991. Plectochorus japonensis ingår i släktet Plectochorus och familjen brokparasitsteklar. Inga underarter finns listade i Catalogue of Life.